# O Consultor (série de televisão de 1983)
O Consultor (no original, The Consultant) é uma série de televisão transmitida pela BBC em 1983, e pela RTP em 1985, e adaptado do romance homónimo de John McNeil.

## Enredo
Chris Webb (interpretado por Hyell Bennett) é um consultor de informática ambicioso e com métodos pouco ortodoxos que é contratado por um banco para investigar irregularidades nos seus sistemas. Após descobrir o que se passa, ele próprio entra por um caminho de crimes.

## Elenco
- Hywel Bennett como Webb[2]
- David Shaughnessy como Harvey[2]
- John Pennington como Chambers[2]
- Donald Burton como Harrington[2]
- Geoffrey Whitehead como Clement
- Geoffrey Toone como Sir Neville Johnson[2]
- Peter Birrel como Susskind[2]
- John Gabriel como Waterman[2]
- Albert Welling como Newton[2]
- Jane Hayward como Susan[2]
- David Gretton como Elliot[2]
- Jonathon Morris como Jake Kennedy[2]
- Mary Healey como Betty[2]
- Pamela Salem as Jenniffer[4]
- Philip Jackson as Alloway[4]